# Woodbine (circonscription provinciale)
Pour les articles homonymes, voir Woodbine.
Circonscription électorale provinciale du Canada
Woodbine est une ancienne circonscription provinciale de l'Ontario représentée à l'Assemblée législative de l'Ontario de 1926 à 1967.

## Géographie

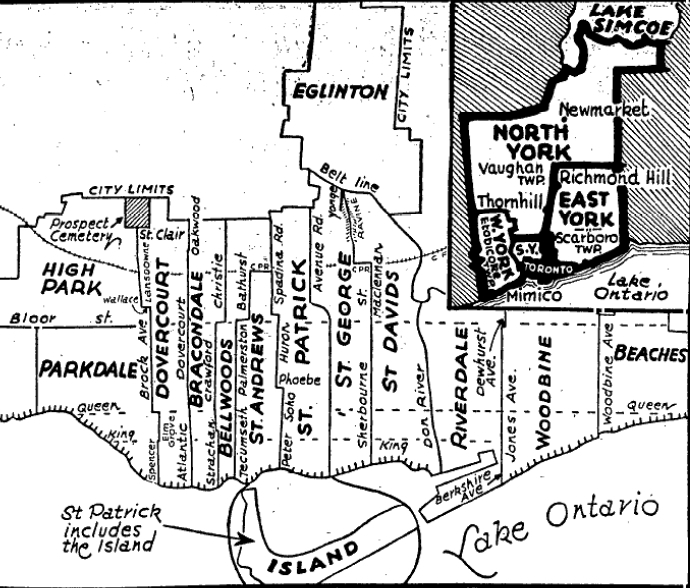
Circonscriptions provinciales de Toronto après 1934

Bordée par le lac Ontario, la circonscription consiste en un secteur central de la vieille ville de Toronto. Peu avant les élections de 1934, la circonscription de Greenwood est abolie et dissoute au profit de Woodbine à l'est et Riverdale à l'ouest.

## Historique
| Législature                                                  | Années    | Député                | Député                    | Parti                     |
| ------------------------------------------------------------ | --------- | --------------------- | ------------------------- | ------------------------- |
| Woodbine                                                     |           |                       |                           |                           |
| Circonscription issue de Riverdale                           |           |                       |                           |                           |
| 17e                                                          | 1926-1929 |                       | George Sylvester Shields  | Conservateur              |
| 18e                                                          | 1929-1934 |                       | George Sylvester Shields  | Conservateur              |
| 19e                                                          | 1934-1937 | Goldwin Corlett Elgie |                           | Conservateur              |
| 20e                                                          | 1937-1943 | Goldwin Corlett Elgie |                           | Conservateur              |
| 21e                                                          | 1943-1945 |                       | Bert Leavens (en)         | CCF (en)                  |
| 22e                                                          | 1945-1948 |                       | Goldwin Corlett Elgie (2) | Progressiste-conservateur |
| 23e                                                          | 1948-1951 |                       | Bert Leavens (2)          | CCF                       |
| 24e                                                          | 1951-1955 |                       | Harold Fishleigh (en)     | Progressiste-conservateur |
| 25e                                                          | 1955-1959 |                       | Harold Fishleigh (en)     | Progressiste-conservateur |
| 26e                                                          | 1959-1963 |                       | Kenneth Bryden            | CCF                       |
| 27e                                                          | 1963-1967 |                       | Kenneth Bryden            | Néo-démocrate             |
| Circonscription dissoute parmi Beaches—Woodbine et Riverdale |           |                       |                           |                           |